# Hollow Rock Shelter

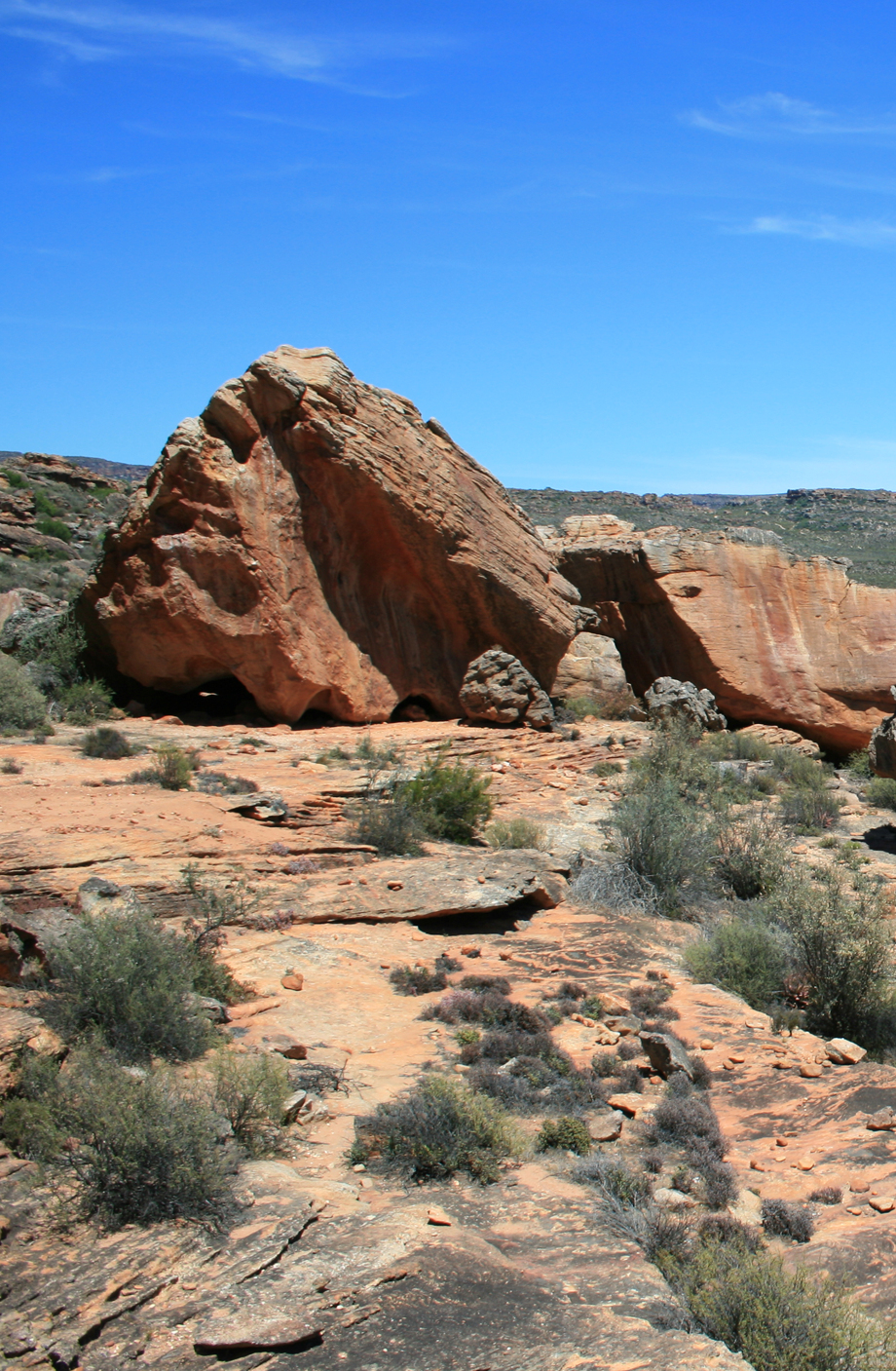
Blick auf Hollow Rock Shelter

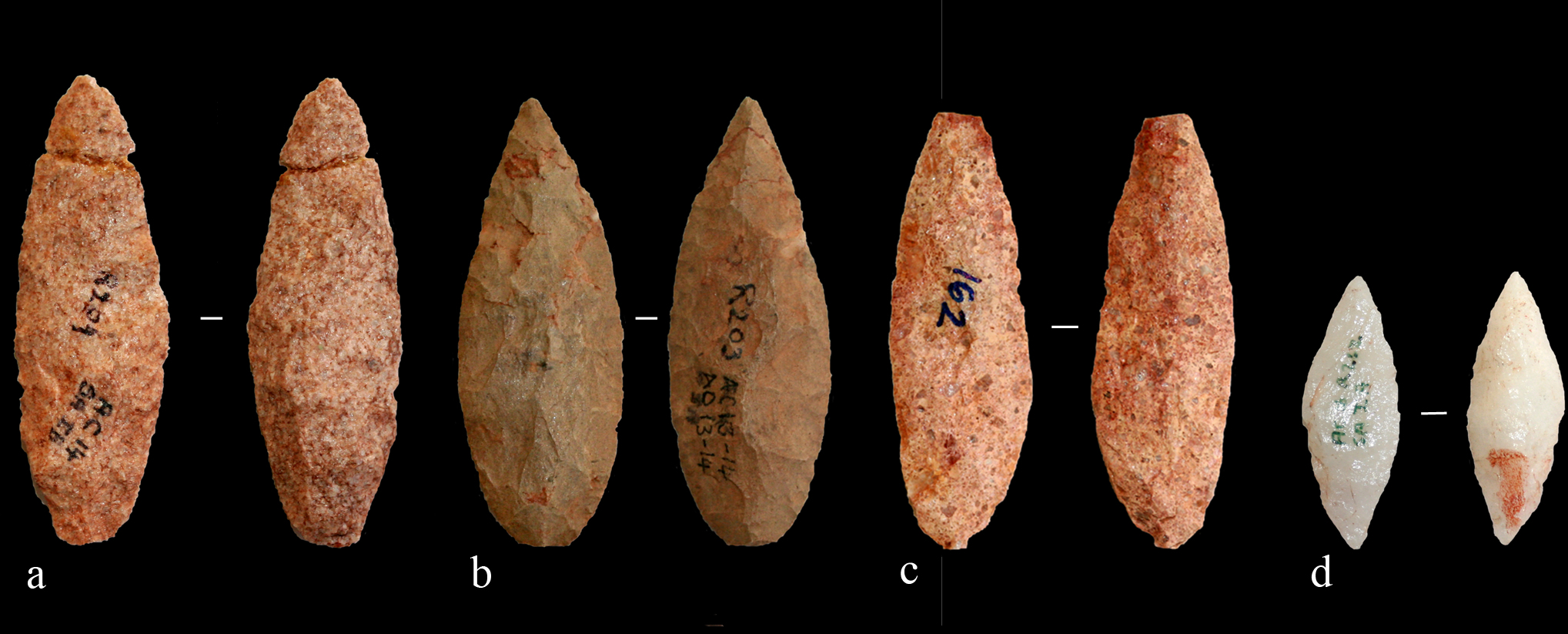
Projektilspitzen (Breite maximal 2 cm)

Hollow Rock Shelter ist eine archäologische Fundstätte des Middle Stone Age in der südafrikanischen Provinz Westkap, rund 15 Kilometer nordöstlich von Clanwilliam.

## Funde
In diesem Abri wurden – ähnlich wie im Umhlatuzana Rock Shelter – zahlreiche Projektilspitzen und Faustkeile entdeckt, die der so genannten „Still Bay Industry“ zugeordnet und auf ein Alter von rund 80.000 bis 72.000 Jahren datiert wurden. Anhand der zahlreichen unfertigen und bei der Bearbeitung zerbrochenen Steinwerkzeuge konnten Hinweise auf die Herstellungstechnik in der Epoche dieser frühen anatomisch modernen Menschen (Homo sapiens) rekonstruiert werden. Ausgrabungen wurden erstmals 1993 und dann wieder 2008 durchgeführt.
Der Hollow Rock Shelter befindet sich im nördlichen Teil der Zederberge auf dem Gebiet der Sevilla Farm. Von ihm aus war es möglich, das Tal, an dessen Hang er etwa 70 Meter über der Talebene lag, weithin zu übersehen. Die durch Erosion entstandene Höhlung hat eine Fläche von etwas mehr als 30 Quadratmetern und eine maximale Höhe von zwei Metern. Ein Loch in der Decke dieses Felsüberhangs diente früher offenbar als Rauchabzug: Genau unter diesem Loch wurde eine Anordnung von Steinen entdeckt, die – aufgrund der gefundenen Reste von Holzkohle – als Feuerplatz interpretiert wurde; auch einige der entdeckten Steinwerkzeuge zeigen Spuren einer starken Erhitzung. Dieser Feuerplatz war offenbar auch ein häufiger Aufenthaltsort der hier tätigen Menschen, denn in seiner unmittelbaren Nähe wurden die meisten Werkzeuge und Werkzeug-Fragmente gefunden.
Die Herstellung der Werkzeuge folgte einer standardisierten Vorgehensweise, die sich von anderen Fundorten unterscheidet, was als Bestätigung dafür bewertet wurde, dass die „Still Bay Industry“ von anderen steinzeitlichen Kulturen unterschieden werden kann.

## Belege
1. ↑  Anders Högberg und Lars Larsson: Lithic technology and behavioural modernity: New results from the Still Bay site, Hollow Rock Shelter, Western Cape Province, South Africa. In: Journal of Human Evolution. Band 61, Nr. 2, 2011, S. 133–155, doi:10.1016/j.jhevol.2011.02.006, Volltext.
Cutting edge training developed the human brain 80,000 years ago. Auf: eurektalert.org vom 21. Juni 2011.

Koordinaten: 32° 4′ 42,5″ S, 19° 5′ 40,5″ O